# クスダマツメクサ
クスダマツメクサ（薬玉詰草、学名: Trifolium campestre）はシャジクソウ属の一年草。空き地や道ばたなどに生える雑草。
和名は、花序が薬玉のように見えることから。また、受粉後に花弁が大きくなり、ホップの雌花に似ていることからホップツメクサともいう。

## 特徴
花期は6-8月。コメツブツメクサによく似ているが、花序の花の数が多い。

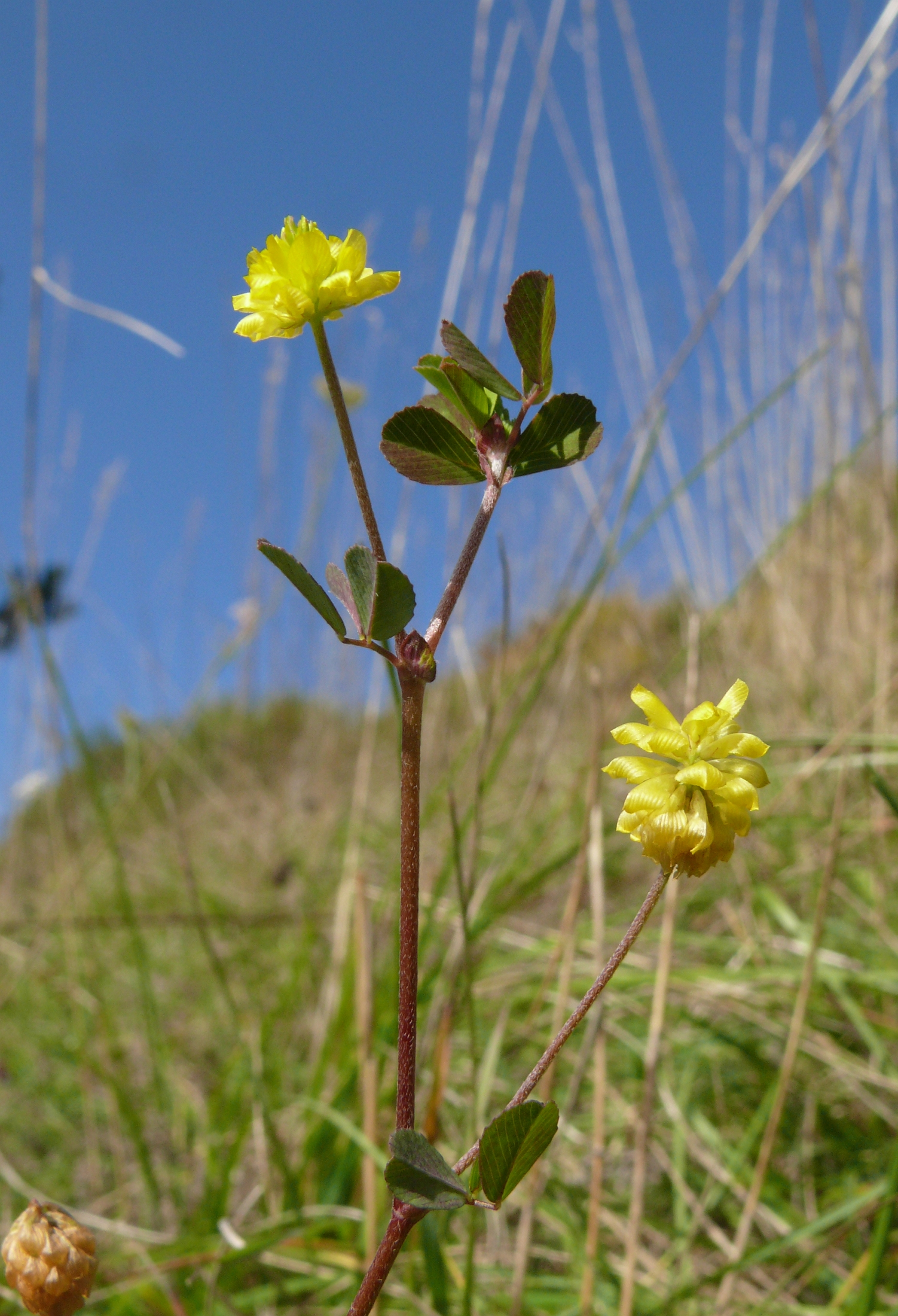
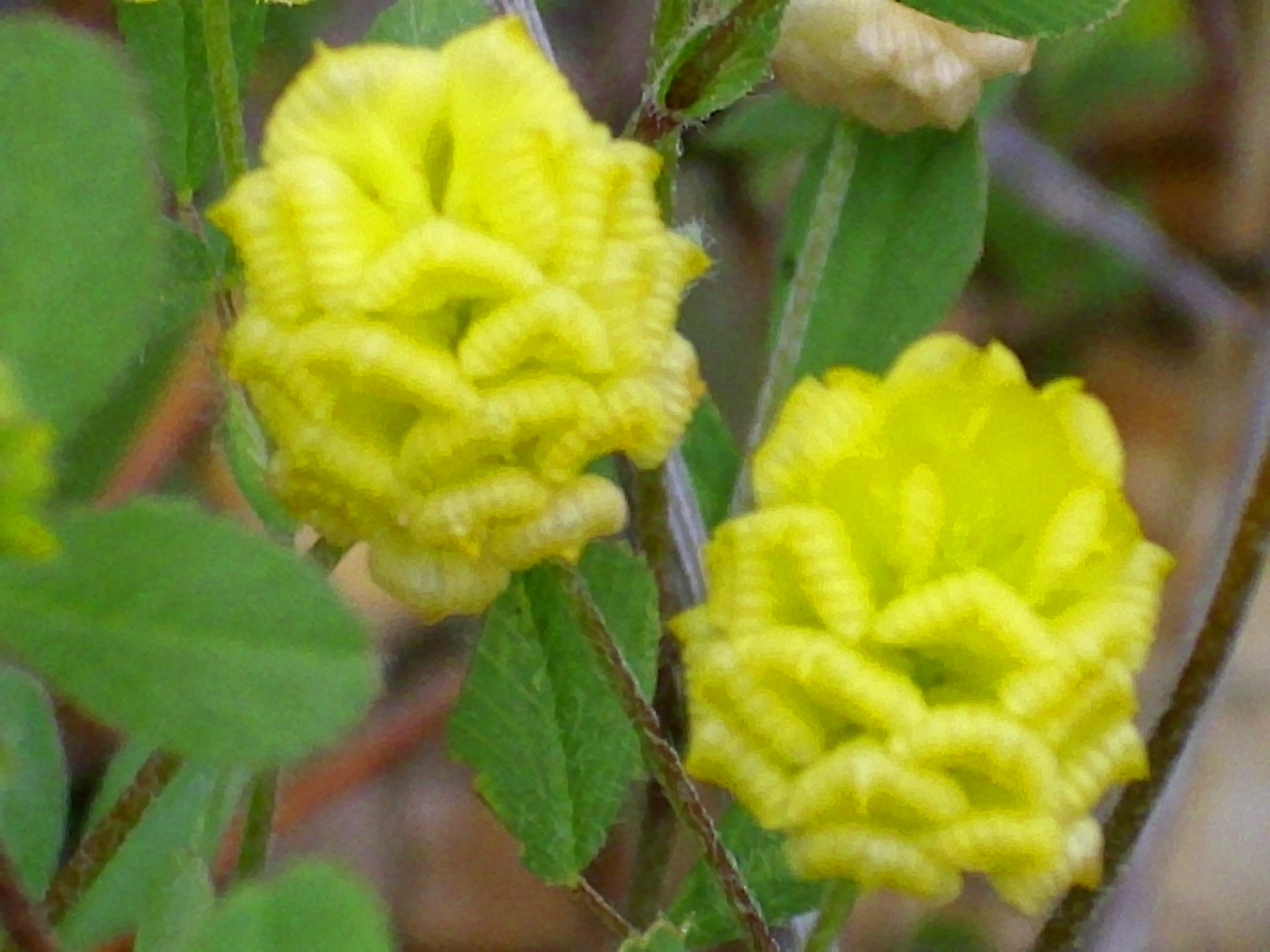
花
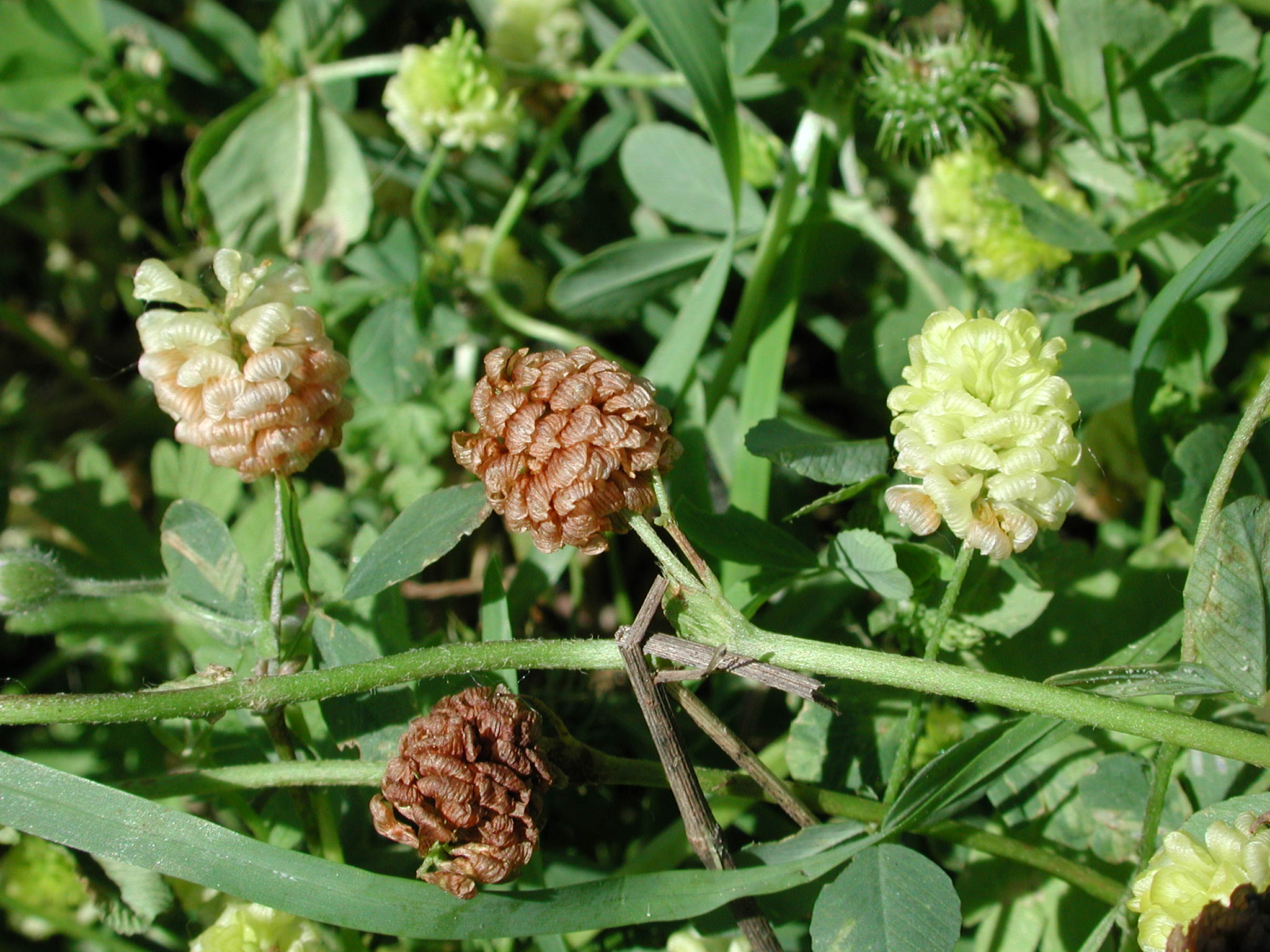
果実

## 分布
ヨーロッパ原産で、日本では1940年代に確認された帰化植物。

## 花言葉
花言葉は「小さな恋人」である。